# María Rey
María Mercedes Fernández Rey (Vigo, Pontevedra, 21 de marzo de 1967) es una periodista española.
Actualmente presenta el magazín informativo 120 minutos en Telemadrid.

## Biografía
Nació en Vigo el 21 de marzo de 1967 y vivió allí durante su infancia. A los 16 años se traslada a Tomiño (Provincia de Pontevedra), pueblo del que su padre, José Luis Fernández Lorenzo, fue alcalde hasta el año 2007, por el Partido Popular.
Durante sus estudios universitarios residió en el colegio mayor "Nuestra Señora de África" cuando estaba situado cerca del Puente de los Franceses en Madrid, licenciándose en Periodismo por la Universidad Complutense de Madrid, comenzó su carrera profesional en la emisora local de la Cadena SER en su ciudad natal. Responsable Parlamentaria de Antena 3 Televisión y miembro del Consejo Asesor del  Instituto de Comunicación Empresarial.
Pasa después a la televisión, al ser contratada por TVE para hacerse cargo de los servicios informativos del Centro Territorial de Madrid. Tras esa etapa se incorpora al departamento de televisión de la Agencia Efe, hasta ser fichada, en 1992, por Antena 3.
En dicha cadena presentó el informativo Antena 3 Noticias del fin de semana, junto a Roberto Arce y posteriormente la edición diaria, con Pedro Piqueras hasta 1996.
Desde septiembre de 1996 hasta septiembre de 2016, ejerció como corresponsal de la información parlamentaria en Antena 3 Noticias, realizando su labor en las Cortes Generales.
Desde mayo de 1996 hasta 2016, presidió la Asociación de Periodistas Parlamentarios.
En junio de 2012 abrió un blog "Tiene la palabra" en la edición de España de Yahoo Noticias.
Desde el 12 de septiembre de 2016 hasta el 28 de julio de 2017, ejerció la labor de presentación y dirección, del informativo "Noticias 1" junto con Sandra Golpe.
En junio de 2017 se publicó su libro Juego de escaños, sobre la grave crisis de credibilidad que está atravesando la política en España.
Entre septiembre de 2017 y marzo de 2018, fue corresponsal Diplomática y de Casa Real, para Antena 3 Noticias.
En junio de 2018, tras abandonar Antena 3 pasó a formar parte de la plantilla de la cadena autonómica Telemadrid para presentar, a partir del 25 de junio de 2018, el magazín informativo 120 minutos. El programa se emite de lunes a viernes, de 11:25 a. m. a 14:00 p. m.

## Vida personal
Está casada desde el 24 de julio de 1998 con el periodista Manuel Campo Vidal, del que se separó en 2024.
Tiene tres hijos llamados Nacho, Iago e Iria Campo Fernández.

## Premios
- Premio «Luis Carandell» de Periodismo Parlamentario (2013)[12]
- Premio Antena de Plata de TV (2019)[13]